# Europäische Stammtafeln
Le recueil des Europäische Stammtafeln (en français : tableaux généalogiques européens) est une œuvre complète sur la généalogie princière et nobiliaire de l'Europe. Une première édition, publiée en 1935 et en 1936 par le prince Wilhelm Karl von Isenburg (1903 † 1956) sous le titre Stammtafeln zur Geschichte der europäischen Staaten (en français Arbres généalogiques en rapport avec l'histoire des États européens) se limitait à deux volumes, mais ses successeurs, le baron Frank Freytag von Loringhoven (1910 † 1977) et Detlev Schwennicke (1930 † 2013) l'ont développé et l'édition compte trente-six volumes avec plus de quatre mille arbres généalogiques. La série s'est terminée en 2012 avec la publication du volume XXIX ; Detlev Schwennicke décède l'année suivante.
Isenburg a traité « Les États allemands » dans le premier volume (1935) et se limita aux familles régnantes d'Europe dans le second volume, « Les États non allemands » (1936). À la seconde édition de 1953, Frank Freytag von Loringhoven ajouta deux autres volumes, consacrés à la haute noblesse d'Allemagne et d'Autriche-Hongrie, et publia le tout sous le titre d’Europäische Stammtafeln. Stammtafeln zur Geschichte der europäischen Staaten. Au cours des vingt années suivantes, les quatre volumes ont été réédités et améliorés, mais le travail n'est pas terminé.
Frank Freytag von Loringhoven disparaît en 1977 sans avoir eu suffisamment de matière pour faire un volume supplémentaire, et c'est Detlev Schwennicke qui publie le volume V sous ce titre : Europäische Stammtafeln. Stammtafeln zur Geschichte der europäischen Staaten. Band V. Von Frank Baron Freytag von Loringhoven. Aus dem Nachlass herausgegeben von Detlev Schwennicke (en français Tableaux généalogiques européens. Arbres généalogiques en rapport avec l'histoire des États européens. Volume V, par le baron Frank Freytag von Loringhoven, continué par Detlev Schwennicke).
Depuis, la série est republiée sous la supervision de Detlev Schwennicke sous ce titre : Europäische Stammtafeln. Stammtafeln zur Geschichte der europäischen Staaten. Begründet von Wilhelm Karl Prinz zu Isenburg, fortgeführt von Frank Baron Freytag von Loringhoven. Neue Folge. Herausgegeben von Detlev Schwennicke (en français Tableaux généalogiques européens. Arbres généalogiques sur l'histoire des États européens. Fondée par le prince Wilhelm Karl von Isenburg, continuée par le baron Frank Freytag von Loringhoven. Nouvelle série éditée par Detlev Schwennicke). Le volume I est republié en 1980 et le volume XVI en 1995.
Après le volume XVI, le titre est raccourci, tout en maintenant le recensement des grandes familles nobles. L'ouvrage se nomme désormais Detlev Schwennicke. Europäische Stammtafeln. Neue Folge. En 2007, vingt-deux volumes sont disponibles.